# Dodge Magnum
La Magnum è un'autovettura prodotta dalla Dodge dal 1978 al 1979 e dal 2004 al 2008. La prima serie appartenne alla categoria delle vetture mid-size e venne commercializzata solo in versione coupé due porte, mentre i modelli della seconda generazione facevano invece parte della categoria delle vetture full-size e furono prodotti solo in versione familiare cinque porte. Le due serie non ebbero quindi nessuna caratteristica comune.

## La prima serie: 1978–1979

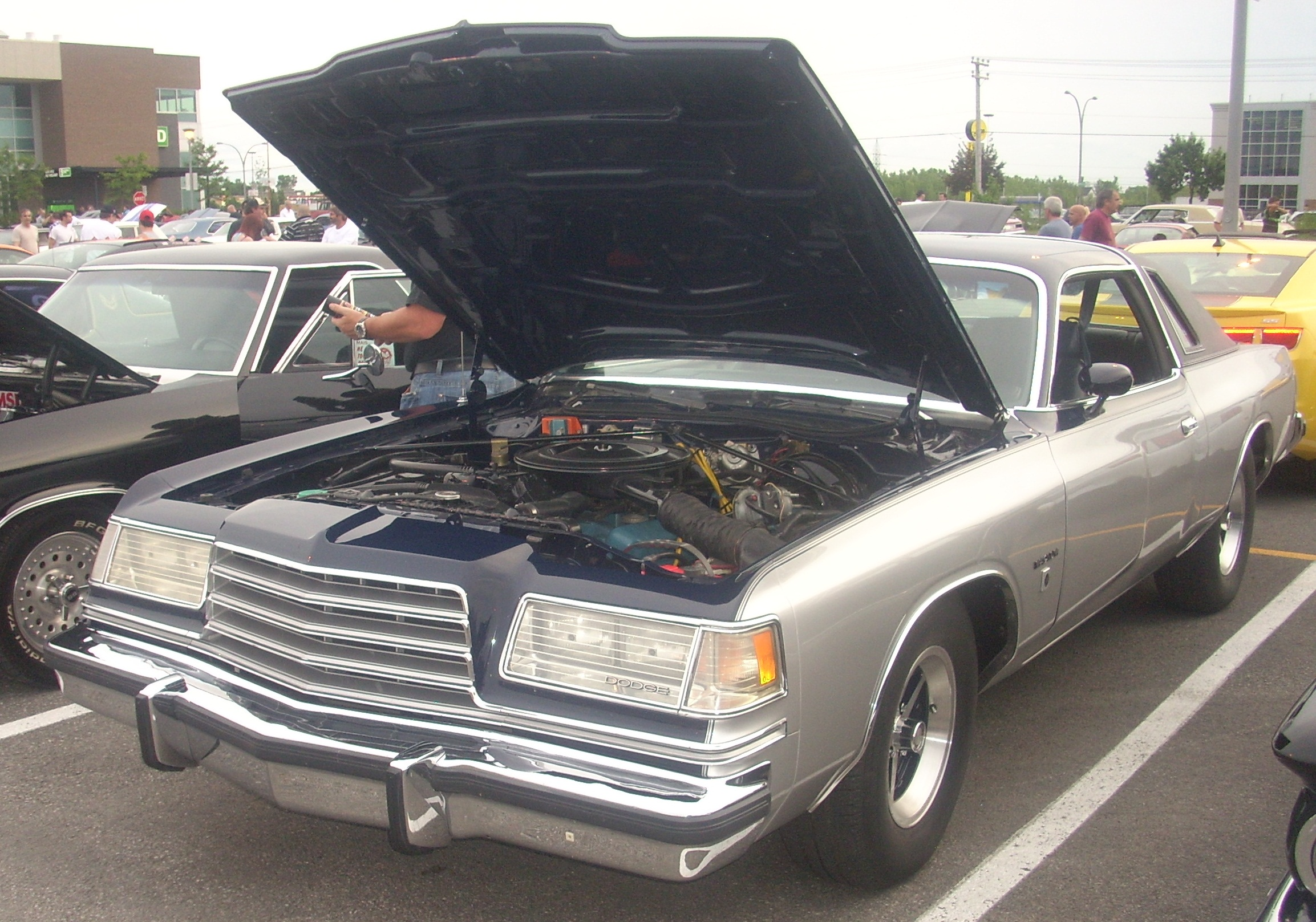
Una Dodge Magnum del 1979

La prima serie di Magnum, a cui fu dato il nome di XE, fu commercializzata nei model year 1978 e 1979, e venne prodotta dall'autunno del 1977 all'estate del 1979.
Questa prima generazione del modello fu commercializzata con un solo tipo di carrozzeria, coupé due porte. Era basata sul pianale B del gruppo Chrysler, che condivideva con la Dodge Charger SE e con la Chrysler Cordoba. La Magnum venne offerta parallelamente alla Charger SE, che fu invece in produzione dal 1975 al 1979. I due modelli differivano principalmente dal frontale. Infatti, mentre la Charger SE possedeva quattro fanali rotondi, la Magnum aveva in dotazione quattro piccoli fari rettangolari che, per ragioni aerodinamiche, erano protetti da una copertura il plexiglas. Dato che all'epoca, negli Stati Uniti, era vietato l'utilizzo di coperture sui fanali, quando questi ultimi venivano accesi sulla Magnum, la copertura scivolava verso il basso. Questo sistema fu poi ripreso dalla Dodge St. Regis. La Magnum, inoltre, era caratterizzata da una calandra sporgente in avanti che aveva installato delle vistose barre orizzontali. Quest'ultima peculiarità fu poi utilizzata sulla Mirada. La carrozzeria coupé a tre volumi era caratterizzata da una parte posteriore del tettuccio (quella dietro il secondo montante) ricoperta di vinile. Su richiesta, era disponibile un tettuccio T-Top, cioè tipo Targa. Oltre alla XE poteva essere ordinata una versione GT, che possedeva pneumatici più larghi e ruote speciali.
Il motore disponibile alla base dell'offerta era un V8 da 5,2 L di cilindrata e 142 CV di potenza. Era invece opzionale un V8 da 5,9 L e 157 CV. Solo nel model year 1978 fu disponibile un V8 da 6,6 L e 193/198 CV.
La Magnum fu pensata per attrarre quella parte di clientela a cui piaceva una guida sportiva, ma che non aveva optato per l'acquisto di una Charger SE. Nel primo model year in cui fu in produzione, la Magnum costava 150 dollari in più della Charger SE.
Un modello di nome Dodge Magnum fu prodotto e commercializzato in Messico e Brasile. Il primo fu in vendita dal 1979 al 1981, mentre il secondo dal 1981 al 1988. I due modelli erano completamente differenti, nonostante fossero entrambi offerti solo in versione coupé due porte. Inoltre, erano totalmente diversi anche dalla versione statunitense.

## La seconda serie: 2004–2008

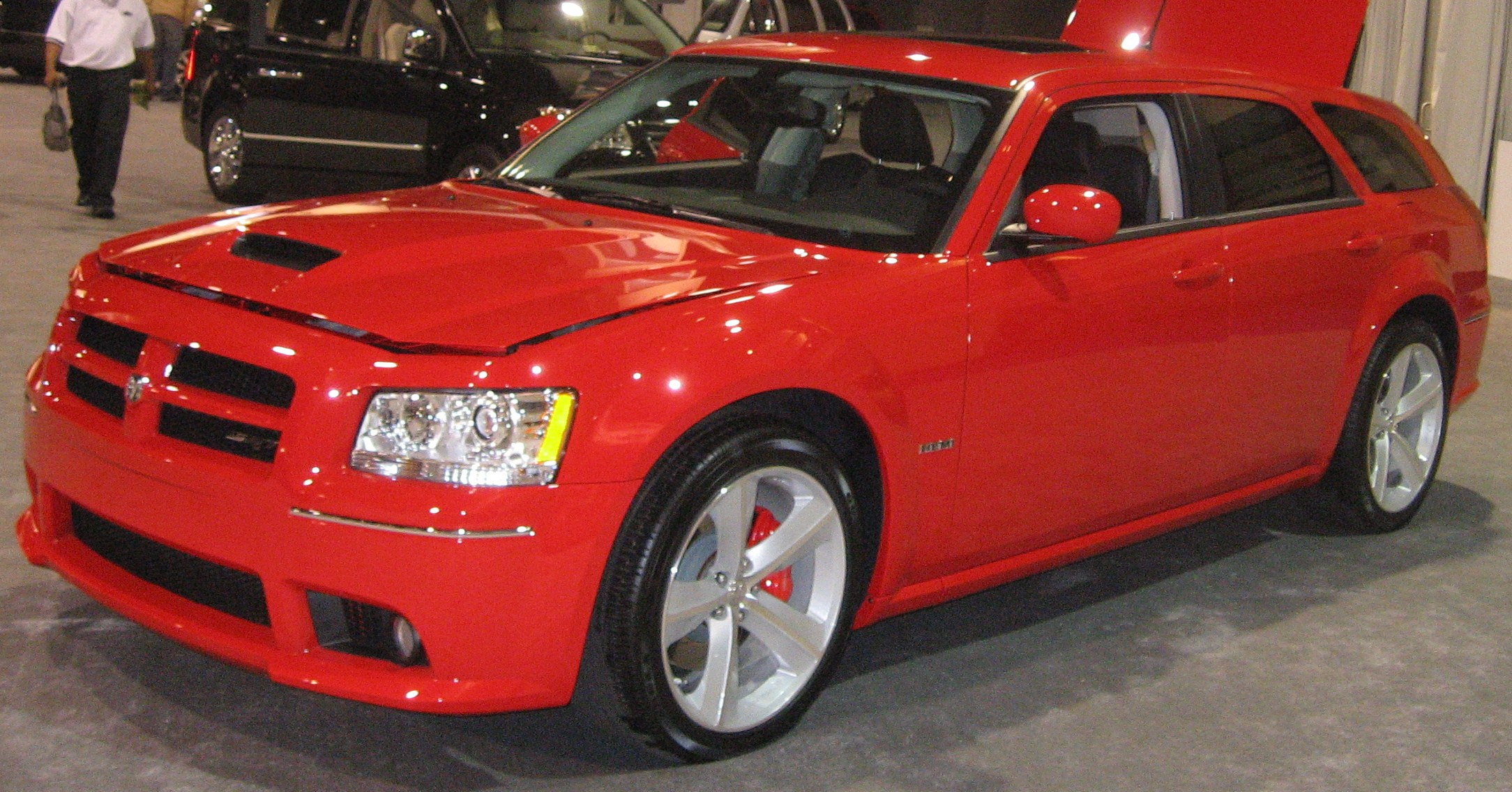
Una Dodge Magnum SRT-8 del 2008

Nel 2004 la Dodge ha reintrodotto un modello di nome Magnum. Diversamente dal modello prodotto dal 1978 al 1979, la nuova Magnum è stata commercializzata solo in versione familiare cinque porte. In Europa, questa seconda generazione del modello è stata commercializzata come Chrysler 300C Touring. In particolare, la Magnum era stata ottenuta da quest'ultima tramite badge engineering. La trasmissione ed alcune parti del motore erano invece comuni a quelli montati sulla Mercedes-Benz W210, da cui la Magnum ereditò anche il pianale.
Dal 2005 venne offerta la trazione integrale sugli allestimenti SXT e R/T. La SRT8, la SXT a trazione posteriore e la R/T avevano in dotazione un cambio automatico a cinque rapporti, mentre tutti gli altri allestimenti avevano montato una trasmissione automatica a quattro rapporti. Per il model year 2008 la Magnum fu oggetto di un facelift.
Questa serie di Magnum è stata commercializzata con i seguenti allestimenti, che erano disponibili con le motorizzazioni elencate qui sotto:
- SE: V6 da 2,7 L e 190 CV;
- SXT: V6 da 3,5 L e 253 CV;
- R/T: V8 da 5,7 L e 340 CV;
- SRT8: V8 da 6,1 L e 425 CV.

Nel 2008 la Magnum fu ritirata dal mercato a causa delle basse vendite, che furono al di sotto delle aspettative.